# Bartolomé Blanco Márquez
Bartolomé Blanco Márquez, ASC (Pozoblanco, Córdoba, 25 de noviembre de 1914-Jaén, 2 de octubre de 1936). Cooperador salesiano y dirigente católico.

## Biografía
Nació en Pozoblanco el 25 de diciembre de 1914. Quedó huérfano de madre a los tres años y de padre a los once, por lo que fue educado por sus tíos. Estudió en la escuela pública, que abandonó a los doce años para trabajar como sillero con uno de sus primos. Frecuentó el oratorio del colegio salesiano de Pozoblanco, del que fue catequista.
En 1932 se fundó en Pozoblanco la Juventud Masculina de Acción Católica, de la que fue secretario. Se interesa por la Doctrina social de la Iglesia e inicia su apostolado entre los obreros valiéndose de sus dotes como orador. En enero de 1934 en Madrid conoce a Ángel Herrera Oria, futuro Cardenal, quien le facilita su participación en el Instituto Social Obrero. Esto le permite viajar junto a otros compañeros por Francia, Bélgica y Holanda para conocer de cerca las diferentes organizaciones obreras católicas. A su vuelta funda ocho sindicatos en la provincia de Córdoba.
Al iniciarse la guerra civil española, él hacía el servicio militar en Cádiz y durante una semana de permiso es detenido en Pozoblanco el 18 de agosto de 1936 por su condición de dirigente católico. El 24 de septiembre es trasladado a la cárcel de Jaén, donde es juzgado el 29 por su condición de propagandista católico. Se defendió solo ante el tribunal. Debido a su elocuencia y la firmeza con la que defendió sus profundas convicciones religiosas, trataron de ganarlo para su causa al comprobar sus cualidades como líder social, pero no lo consiguieron. En la mañana del 2 de octubre, antes de ser conducido al lugar de ejecución, se descalzó para ir como Jesucristo fue al calvario. Tampoco quiso que le vendaran los ojos. Murió de pie, junto a una encina, con los brazos en cruz, perdonando a quienes lo mataban. Mientras gritaba ¡Viva Cristo Rey! fue acribillado.
Sus restos reposan en la iglesia salesiana de Pozoblanco.